# Ciriza (Valle de Yerri)
Ciriza es un territorio enclavado en el Valle de Yerri (Navarra), perteneciente en régimen de facero a los concejos de Arizaleta y Azcona. Tiene su origen en un antiguo lugar despoblado llamado Ciriza.
En su jurisdicción se localiza el núcleo urbano de Casetas de Ciriza y la ermita de Santa Catalina de Ciriza.

## Historia
La primera mención documental de este lugar de Ciriza (no confundir con otro Ciriza del Valle de Echauri) es de 1268.
El lugar quedó despoblado entre 1350 y 1366.
En 1757 se redactaron ordenanzas por los concejos de Arizaleta y Azcona para regular su administración, presentándose en el Consejo Real de Navarra para su confirmación.
A finales del siglo xix, después de construirse dos carreteras, surgió en su cruce el núcleo urbano de Casetas de Ciriza.

## Arte
- Ermita de Santa Catalina de Ciriza, antigua iglesia parroquial del pueblo de Ciriza.[8] Es una construcción de los siglos xii y xiii, que destaca por su cabecera románica decorada con canecillos y capiteles.

## Comunicaciones
En el siglo xix se construyeron las carreteras de Lezaun-Puente la Reina NA-7330 y Pamplona-Estella por Echauri NA-700.